# کودتای یوگسلاوی
کودتای یوگسلاوی (انگلیسی: Yugoslav coup d'état) در ۲۷ مارس ۱۹۴۱ پادشاهی یوگسلاوی در بلگراد توسط نایب‌السلطنه پرنس پل جایگزین پادشاه پتر دوم یوگسلاوی شد. این کودتا به وسیله گروهی از صربهای طرفدار غرب برنامه‌ریزی و اجرا گردید. در این کودتا افسران نیروی هوایی سلطنتی ارتش یوگسلاوی همراه با فرماندهی ژنرال دوسان سیمویچ عمل کردند. این ژنرال از ۱۹۳۸ به بعد با چندین توطئه جنجالی یوگسلاوی مرتبط بود، همراه با بوریووجو میرکوویچ سرتیپ هوانوردی نظامی، سرلشکر جیوان کینشیویک از حافظان سلطنتی یوگسلاوی و برادرش رادوو کینشیویک سازمان‌دهندگان اصلی سرنگونی دولت بودند. علاوه بر رادوو کینشیویک، برخی از رهبران غیرنظامی احتمالاً قبل وقوع این رویداد آگاه بودند و هنگام اجرای کودتا آنها به رغم اینکه جزو سازمان‌دهندگان نبودند به حمایت از آن پرداختند.